# زانکت مارگارتن (آلمان)
زانکت مارگارتن (آلمان) (به آلمانی: Sankt Margarethen) یک شهر در آلمان است که در اشتاینبورگ واقع شده‌است. زانکت مارگارتن ۸۶۰ نفر جمعیت دارد.